# Illicium (marulk)
Illicium är också det vetenskapliga namnet på stjärnanissläktet.
Illicium är beteckningen på den till ett rörligt "metspö" omvandlade första fenstrålen i ryggfenan hos marulkartade fiskar (Lophiiformes). I spetsen på illiciet sitter en skinnflik (esca) som fungerar som lockbete. Esca är bioluminiscent (ljusalstrande) hos många, speciellt djuphavslevande, arter. Genom att vifta med illiciet framför eller ovanför munnen lockar fisken till sig byten. Hanarna i den djuphavslevande underordningen Ceratoidei saknar illicium.